# دی‌جی‌سی رکوردز
دی‌جی‌سی رکوردز (انگلیسی: DGC Records) شرکت نشر موسیقی آمریکایی است، که در سال ۱۹۹۰ توسط دیوید گفن تأسیس شد.